# Mateusz Dubowski
Mateusz Dubowski (ur. 22 listopada 1992 w Białymstoku) – polski badmintonista. Zawodnik ABRM Warszawa.

## Kariera
Urodził się 22 listopada 1992 roku w Białymstoku. Wychowanek Hubala Białystok, którego trenerem klubowym był Waldemar Grzegorzewski. Wieloletni członek kadry Narodowej. 2 krotny Mistrz Polski w grze pojedynczej mężczyzn.

## Osiągnięcia
- 2013, 2019 – złoty medal Drużynowych Mistrzostw Polski,
- wielokrotny medalista Akademickich Mistrzostw Europy[1],
- wielokrotny medalista Mistrzostw Polski:

- w grze pojedynczej; 2-krotne mistrzostwo Polski, 3 x brązowy medal
- w grze podwójnej; 1 x brązowy medal
- 2019 – 5. miejsce na Światowych Wojskowych Igrzysk Militarnych (CISM) – Chiny; Wuhan

| Rok  | Miasto    | Zawody                         | Konkurencja    | Wynik         | Klub                | Partner         |
| ---- | --------- | ------------------------------ | -------------- | ------------- | ------------------- | --------------- |
| 2011 | Słupsk    | Mistrzostwa Polski             | gra podwójna   | brązowy medal | UKS Hubal Białystok | Michał Rogalski |
| 2014 | Białystok | Mistrzostwa Polski             | gra pojedyncza | brązowy medal | UKS Hubal Białystok |                 |
| 2015 | Warszawa  | Akademickie Mistrzostwa Europy | gra podwójna   | złoty medal   | Uniwersytet Opolski | Paweł Pietryja  |
| 2015 | Warszawa  | Akademickie Mistrzostwa Europy | gra pojedyncza | złoty medal   | Uniwersytet Opolski |                 |
| 2015 | Sobótka   | Mistrzostwa Polski             | gra pojedyncza | złoty medal   | UKS Hubal Białystok |                 |
| 2016 | Białystok | Mistrzostwa Polski             | gra pojedyncza | brązowy medal | UKS Hubal Białystok |                 |
| 2017 | Białystok | Mistrzostwa Polski             | gra pojedyncza | złoty medal   | UKS Hubal Białystok |                 |
| 2019 | Gniezno   | Mistrzostwa Polski             | gra pojedyncza | brązowy medal | ABRM Warszawa       |                 |